# Frank Schätzing

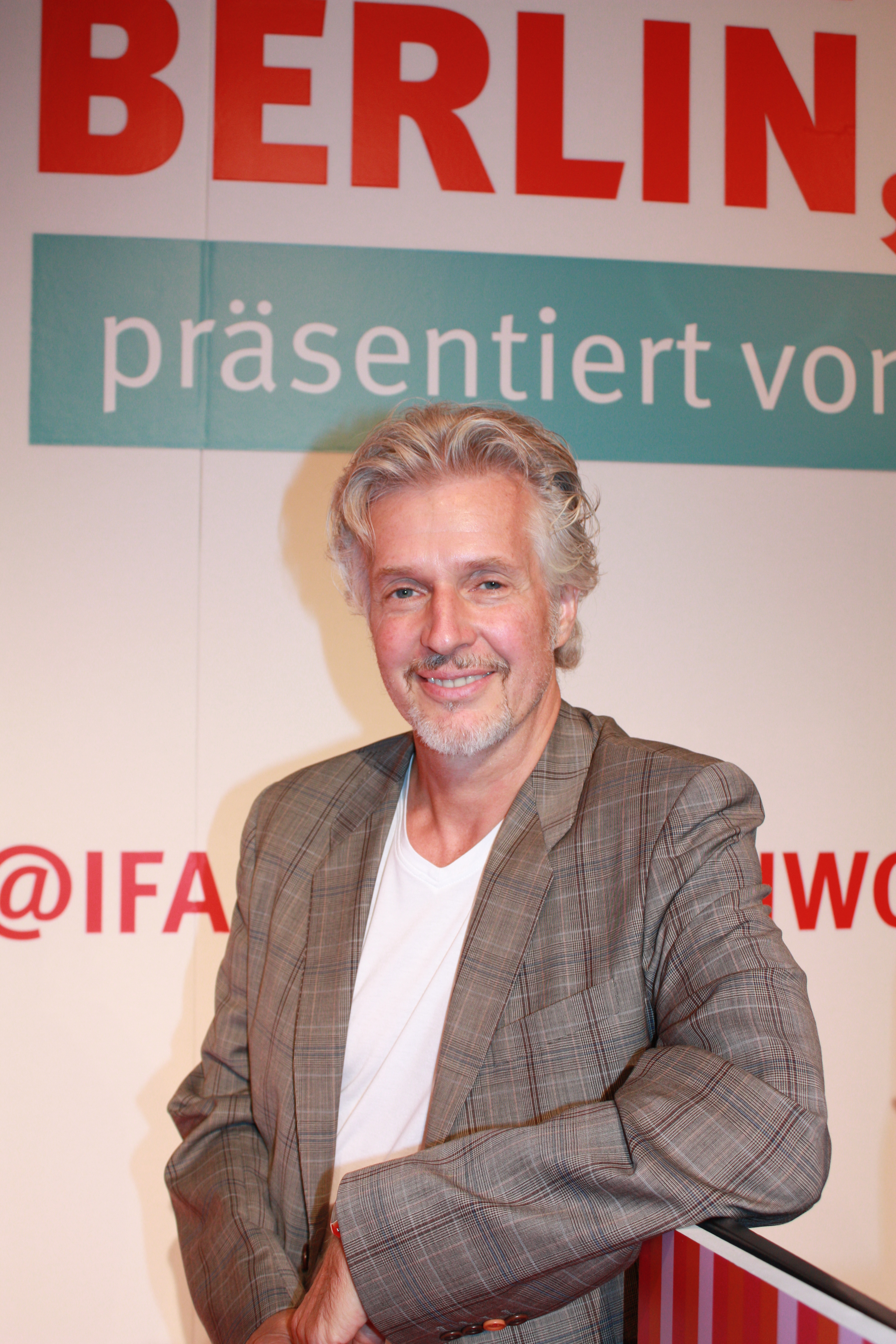
Frank Schätzing (2012)

Frank Schätzingⓘ sinh năm 1957 tại Köln (Đức) là một nhà văn người Đức.

## Cuộc đời
Sau khi học đại học về ngành truyền thông đại chúng, Schätzing trở thành giám đốc sáng tạo tại công ty đa quốc gia Networks. Sau đấy ông là người đồng thành lập và cũng là giám đốc Công ty quảng cáo Intevi. Ông cũng là nhạc sĩ, nhà sản xuất âm nhạc và bắt đầu sáng tác từ giữa thập niên 1990. Sau một vài truyện ngắn và truyện khôi hài, ông cho ra đời quyển tiểu thuyết đầu tay Tod und Teufel (Cái chết và Quỷ sứ) vào năm 1995. Kế tiếp theo đó trong năm 2000 là quyển thriller chính trị Lautlos (Không một tiếng động). Ông đoạt giải thưởng văn học của thành phố Köln 2 năm sau đó. Với quyển tiểu thuyết thứ năm, Der Schwarm (Bầy), trong năm 2004 ông đã đạt đến điều không phải là tự nhiên cho một nhà văn viết tiểu thuyết người Đức: Der Schwarm là một trong các quyển sách bán chạy nhất trên thế giới.

## Tác phẩm
- Tod und Teufel (1995)
- Mordshunger (1996)
- Die dunkle Seite (1997)
- Keine Angst (1999)
- Lautlos (2000)
- Der Schwarm (2004)
- Nachrichten aus einem unbekannten Universum(2006)
- Die tollkühnen Abenteuer der Ducks auf hoher See (Hrsg.) (2006)

## Giải thưởng
- 2005 Giải Khoa học giả tưởng Đức (Deutscher Science Fiction Preis ) cho quyển Der Schwarm
- 2005 Ngòi bút vàng (Goldene Feder) cho quyển Der Schwarm